# Brunoy
 Brunoy  es una población y comuna francesa, ubicada en la región de Isla de Francia, departamento de Essonne, en el distrito de Évry. Es el chef-lieu del cantón de Brunoy.

## Demografía
| 978 | 912 | 877 | 915 | 1115 | 1000 | 1200 | 1205 | 1191 | 1500 | 1709 | 1777 | 2037 | 2037 | 2228 | 2180 | 2381 | 2642 |
| Para los censos de 1962 a 1999 la población legal corresponde a la población sin duplicidades (Fuente: INSEE [Consultar]) |     |     |     |      |      |      |      |      |      |      |      |      |      |      |      |      |      |

| 2745 | 3339 | 4237 | 6001 | 7519 | 8149 | 10 072 | 10 920 | 14 848 | 16 031 | 22 727 | 23 899 | 24 468 | 23 617 | 25 981 |
| Para los censos de 1962 a 1999 la población legal corresponde a la población sin duplicidades (Fuente: INSEE [Consultar]) |      |      |      |      |      |        |        |        |        |        |        |        |        |        |